# Udsagn
Et udsagn er en deklarativ sætning, der enten er sand eller falsk, men ikke begge dele.
Eksempler på udsagn:
- Kalundborg er en dansk by. – Sandt
- 1 + 1 = 3. – Falsk

| filosofi | Spire Denne filosofiartikel er en spire som bør udbygges. Du er velkommen til at hjælpe Wikipedia ved at udvide den. |

| Matematik | Spire Denne artikel om matematik er en spire som bør udbygges. Du er velkommen til at hjælpe Wikipedia ved at udvide den. |